# 波亚尔坦
波亚尔坦（法語：Poyartin，法語發音：[pɔjaʁtɛ̃]）是法国朗德省的一个市镇，位于该省南部，属于达克斯区。

## 地理
波亚尔坦（43°41'6"N, 0°52'2"W）面积13.04 平方千米，位于法国新阿基坦大区朗德省，该省份为法国西南部沿海省份，是法國本土面积第二大的省，北起吉倫特省，西临大西洋，南至大西洋比利牛斯省，东临热尔省，东北与洛特-加龍省接壤。
与波亚尔坦接壤的市镇（或旧市镇、城区）包括：卡斯泰尔诺沙洛斯、栋扎克、加马德莱班、加雷、日布雷、安克斯、沙洛斯地区蒙福尔、奥祖尔、沙洛斯地区索尔。

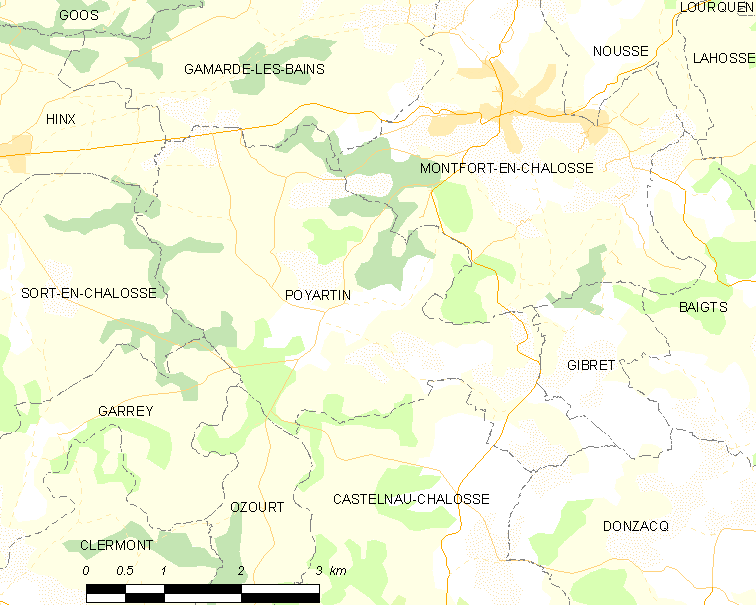
波亚尔坦的OSM定位图

波亚尔坦的时区为UTC+01:00、UTC+02:00（夏令时）。

## 行政
波亚尔坦的邮政编码为40380，INSEE市镇编码为40236。

## 政治
波亚尔坦所属的省级选区为沙洛斯山坡县。

## 人口

1962-2008年间波亚尔坦人口变化图示

波亚尔坦于2022年1月1日时的人口数量为765人。